# Search for the New Land
Search for the New Land è un album di Lee Morgan, pubblicato dalla Blue Note Records nel 1966.Il disco fu registrato il 15 febbraio 1964 al Van Gelder Studio di Englewood Cliffs, New Jersey (Stati Uniti).

## Tracce

### Lato A
1. Search for the New Land – 15:43 (Lee Morgan)
2. The Joker – 5:02 (Lee Morgan)

### Lato B
1. Mr. Kenyatta – 8:42 (Lee Morgan)
2. Melancholee – 6:12 (Lee Morgan)
3. Morgan the Pirate – 6:29 (Lee Morgan)

## Musicisti
- Lee Morgan – tromba
- Wayne Shorter – sassofono tenore
- Grant Green – chitarra
- Herbie Hancock – pianoforte
- Reggie Workman – contrabbasso
- Billy Higgins – batteria